# 위례숲초등학교
위례숲초등학교(慰禮숲初等學校)는 대한민국 경기도 하남시에 있는 공립 초등학교이다.

## 연혁
- 2021년 3월 1일 : 개교